# 初音島Girl's Symphony
《初音島Girl's Symphony 》是一隻由日本美少女遊戲品牌CIRCUS旗下Sanctuary製作和發行的戀愛冒險遊戲，是初音島系列作的女性向作品，並採用初音島II的時間點。首個遊戲版本為電腦版戀愛遊戲，於2008年9月26日推出。

## 歷史
2008年
- 10月24日：PC遊戲「初音岛Girl's Symphony」发售

2009年
- 4月：漫畫D.C. Girl's Symphony開始連載

2010年
- 6月24日，PSP移植版「初音岛Girl's Symphony Pocket」发售

## 登場人物

### 主要人物
古城史櫻
配音員：無
年龄：17 血型：O 身高：156cm
風見學園附屬中學二年二班的學生。父母出國工作與孝明居住，性格大方悠閒，經常胡思亂想被評論為天然呆性格。與前代主角魔法的能力不同，能在情緒激烈時讓人聽到心聲。
四之宮稜平
配音員：鈴木達央
年龄：17 生日：9月16日 星座：处女座 血型：AB 身高：176cm
風見學園附屬中學二年二班的學生。四之宮家四男，性格和口氣十分粗魯的不良少年，經常狠眼瞪人。事實上是個家事全能的好手，成績名列前茅。
四之宮 航平
配音員：鈴木裕斗
年龄：17 生日：9月16日 星座：处女座 血型：AB 身高：176cm
風見學園附屬中學二年二班的學生。四之宮家三男，與稜平為同卵雙生兄弟。與稜平個性極端相反地和善謙虛，不過頭腦也很好。對籃球有興趣。
四之宮蒼
配音員：堀江一真
年龄：18 生日：4月10日 星座：白羊座 血型：B 身高：180cm
風見學園附屬中學三年一班的學生。四之宮家次男，擁有王子貴族般的美貌，但言行怪異難以捉摸。廚藝令人難以招架地糟糕。
四之宮溪
配音員： 羽多野涉
生日：11月6日 星座：天蝎座 血型：A 身高：186cm
四之宮家長男。原本在島外在籍大學，因為不明原因陪同弟弟們搬來島上。巧合中被僱為史櫻的家庭教師。與史櫻等人前往水越病院擔任義工。
古城孝明
配音員： 平川大輔
生日：10月20日 星座：天秤座 血型：A 身高：189cm
風見學園歷史教師，是史櫻的哥哥。說話不苟言笑，規範史櫻在學校與自己保持距離，很照顧史櫻的生活起居。
龍之介
配音員：大須賀純
生日：不明 血型：不明 身高：168cm
史櫻偶然撿回家的神祕少年，行為模式像似家犬。對過去的記憶完全喪失。

### 次要人物
成川大瀨
配音員：成瀨未亞
風見學園附屬中學二年二班的學生。擔任班上學級委員，話劇社社員。性格開明大方。即便是和學校名人相處也能相談自如，各方面總是支持史櫻。
白河奈奈佳
配音員：生天目仁美
年龄：18 生日：5月3日 星座：金牛座 身高：157cm 體重：41kg 三圍：B82/W53/H81
風見學園附屬中學三年二班的學生。為校園的偶像，也有親衛隊，為輕音樂社的社員，擔任主唱。因學生會職務介紹家庭教師，與大瀨、史櫻友好。
杉並
配音員：岸尾大辅
風見學園附屬中學三年三班的學生，非公定新聞社社長。在學校很出名，不時出現在史櫻等人面前搭訕。
成川悠
配音員：成瀨未亞
大瀨的弟弟，很黏史櫻。像普通男孩一樣喜歡機器人卡通。
禮津明人
配音員：越田直樹
孝明大學時代的友人，職業攝影師，對初音島上不凋謝的櫻花樹慕名而來。

## 製作人員
- 企划·制作：/HIYO
- 角色设定：如月水
- 剧本：童本樱

## 主題曲
- OP「Cherry's Magic&Love」
  - 作詞：、作曲·編曲：渡邊拓也、歌：四之宮兄弟（鈴木達央、鈴木裕斗、堀江一真、羽多野涉）
- 稜平線ED「最上LOVER!」」
  - 作詞：、作曲：川口進、編曲：渡邊拓也、歌：四之宮稜平（鈴木達央）
- 航平線ED
  - 作詞：、作曲・編曲：和田耕平、歌：四之宮航平（鈴木裕斗）
- 蒼線ED「INORI」
  - 作詞：、作曲・編曲：田村信二、歌：四之宮蒼（堀江一真）
- 溪線ED「time after time」
  - 作詞：、作曲・編曲：田村信二、歌：四之宮溪（羽多野涉）
- 孝明線ED
  - 作詞：、作曲：山田智和、編曲：伊橋成哉、歌：古城孝明（平川大輔）
- 龍之介線ED「keep smiling＊」
  - 作詞：、作曲：吉田勝彌、編曲：安藤高弘、歌：龍之介（大須賀純）

## 关联商品

### 音乐CD
Side Girls Complete Disc
- 歌：四之宮稜平（鈴木達央）、四之宮航平（鈴木裕斗）、四之宮蒼（堀江一真）、四之宮溪（羽多野渉）、古城孝明（平川大輔）、龍之介（大須賀純）

### 漫画
初音岛Girl's Symphony
連載：月刊CompAce（角川書店）2009年6月号〜12月号
作画：、原作：Sanctuary、故事構成：RED FLAGSHIP
原作中没有登场的青梅竹马在漫画版里登场。
- ISBN 978-4-04-715321-9

## 外部連結
- PC版官网（页面存档备份，存于）（日語）
- PSP版官网（页面存档备份，存于）（日語）